# Temnora dierli
Temnora dierli là một loài bướm đêm thuộc họ Sphingidae. Loài này có ở Tanzania.
Chiều dài cánh trước khoảng 18 mm. 